# Peñarol (barrio)
Peñarol es uno de los 62 barrios oficialmente reconocidos de Montevideo, capital de Uruguay. Está ubicado en la zona noroeste de la ciudad y aproximadamente en el centro del departamento homónimo. Se encuentra comprendido en el Municipio G.
En 1779, el inmigrante italiano Juan Bautista Crosa establece una pulpería en la zona, a la que bautiza Pinerolo, por la localidad italiana de Pinerolo, en la región de Piamonte, de la cual era oriundo.
Aproximadamente un siglo más tarde, la villa fue seleccionada por los ingleses para albergar los talleres ferroviarios del país, así como el lugar de residencia de sus operarios y jerarcas. 
El barrio da nombre al Club Atlético Peñarol.

## Historia

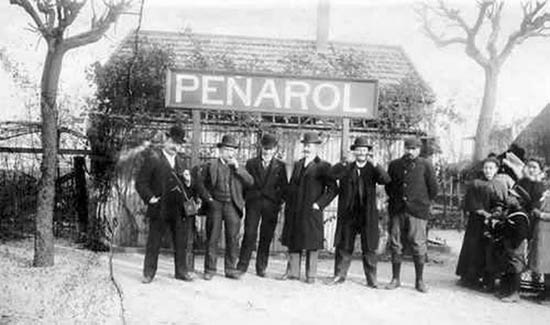
Estación Peñarol en el 1900

Durante la época colonial, la zona que hoy es el barrio Peñarol, se encontraba por fuera de la ciudad amurallada. Se trata de un área rural con pocos habitantes, que habitaban en chacras y se dedicaban a la agricultura y la ganadería. En la década de 1770, el inmigrante italiano Juan Bautista Crosa instaló una pulpería.La localidad de origen de Crosa –Pinerolo, en el Piamonte– le dio nombre a la zona, que comenzó a llamarse «Peñarol», en una deformación de la palabra.

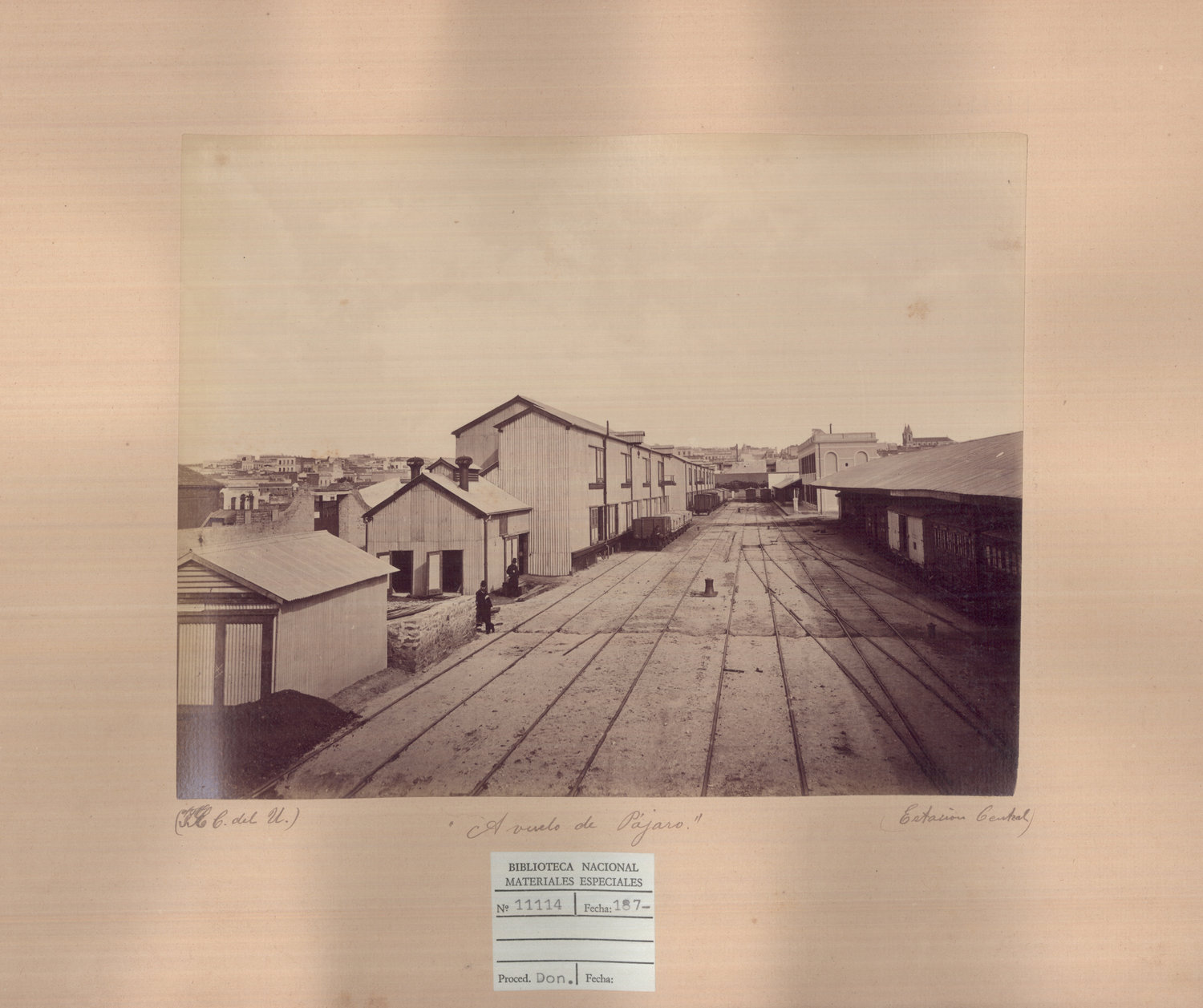
Enclave ferroviario

Un siglo después de la muerte de Crosa, a fines de la década de 1880 se instalaron en la zona una los talleres ferroviarios de la empresa inglesa Central Uruguay Railway Company, así como una estación. Esto dio lugar a un enclave industrial, en el que se construyeron viviendas de estilo victoriano para los trabajadores del ferrocarril, tanto para obreros como para el personal de jerarquía.Se establecieron además, lugares de esparcimiento y clubes deportivos, como el Central Uruguay Railway Cricket Club.La actividad de las instalaciones generó una villa.
En la década de 1910 fue declarado pueblo, y en 1924 se instaló el agua corriente y la iluminación en las calles. En 1953 fue elevado a la categoría de villa. Con el transcurso del tiempo y debido a la expansión de Montevideo, Peñarol fue absorbido por la ciudad, convirtiéndose en un barrio oficial de la misma.

## Casco histórico en recuperación
El casco histórico y el paisaje industrial ferroviario del barrio Peñarol puede recorrerse a pie se realiza siguiendo las siguientes calles: Shakespeare (estación de trenes), Sayago, Morse, Carlyle, Rivarola, Saravia hasta el punto de partida, Shakespeare. En la estación de trenes ya funciona la primera unidad de lo que está constituyéndose como museo en sitio: la sala de espera y las oficinas históricas de la estación albergan el equipamiento de 1920, telégrafos, teléfonos, block staff, fechador, boletos, muebles e imágenes antiguas se encuentran en exposición y se realiza una visita guiada.
Esto forma parte de un plan de recuperación del patrimonio del barrio Peñarol que lleva la Intendencia de Montevideo en acuerdo con la Administración de Ferrocarriles del Estado. En la actualidad se está reacondicionando la sala de teatro y cine y su apertura está pensada para fines del 2011.
La Intendencia de Montevideo y el Ministerio de Educación y Cultura, presentaron ante la UNESCO el documento “Barrio Peñarol: casco histórico y paisaje industrial ferroviario”, para que el enclave original sea considerado patrimonio de la humanidad.

## Otras características
Además del casco histórico, Peñarol, cuenta con una zona rural de chacras -donde estuvo la pulpería de Crosa- y una serie de industrias, como Motociclo, Bimbo, Levaduras Terry, Schneck, Andamios Tubulares y Becam.
Peñarol también posee escuelas (34, 166 y 258) y liceos públicos (N°40) y privados (Secundario del Norte), un centro comercial por la calle Saravia entre Coronel Raíz y Shakespeare, una feria vecinal los jueves y domingos, una policlínica municipal, un comedor del INDA, así como cooperativas de viviendas, siendo Mesa II la más grande.
Los clubes con más tradición son CE.SO.PE. (Centro Social Peñarol) y Uruguay Peñarol.

## Lugares de interés del barrio
Estación Peñarol
La estación de tren Peñarol empezó a funcionar en 1891. En 2009 se inauguró la nueva estación, con la intención de darle más vida y popularidad al barrio. Se arregló el edificio, se pusieron juegos para niños en sus alrededores, y se creó una pista de skate.
Casa de los ingleses
La empresa inglesa Ferro Carril Central del Uruguay construyó las casas para alojar a los obreros de AFE a finales de siglo XIX. Actualmente forman parte del casco histórico.
Jardín de infantes 356 "Atahualpa del Cioppo":
El barrio cuenta con varias instituciones educativas, por ejemplo, el jardín de infantes N° 365 Atahualpa del Cioppo que se ubica en la calle Sayago 1581 esquina Aparicio Saravia.
Escuela 258 "Juan Bautista Crosa de Pinerolo":
La Escuela N°258 comenzó a funcionar el 12 de mayo de 1976 bajo la dirección de la Maestra Directora Sra. Ivonia Carabajal. Ella comenzó con 11 alumnos, sólo en el turno vespertino y tenía cuatro aulas. Funcionaba en Mesa 2.
Luego, el 27 de octubre de 1995 la escuela fue denominada “Juan Bautista Crosa de Pinerolo” en homenaje a uno de los primeros pobladores que dio origen al barrio.
Con el paso del tiempo, en febrero de 1999, se comenzó con la edificación del nuevo local con fondos del proyecto MECAEP y fue el 13 de mayo de 2000 que se realizó la inauguración del nuevo edificio donde hoy está ubicada.
Parque lineal:
El parque lineal se divide en dos partes por la calle Senén Rodríguez. En una de estas partes hay juegos para niños y en la otra hay distintas opciones para hacer ejercicios: dos canchas de fútbol y aparatos.
El trompo:
El Trompo se encuentra en Aparicio Saravia y Newton. No se sabe con certeza quién lo puso en ese lugar, ni para qué y existen varias versiones en torno a él. Una de ellas dice que era una parte de un cañón de la época de la colonización española de 1765-1790.
Centro de Barrio Peñarol:

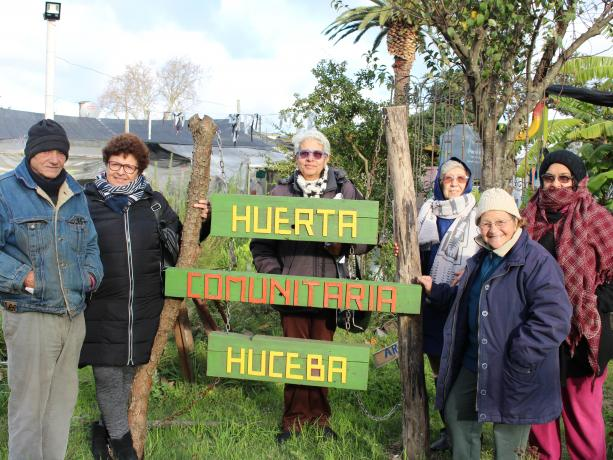
Huerta Comunitaria en el Centro de Barrio Peñarol

El Centro de Barrio Peñarol (CBP) es una iniciativa de la Oficina de Planeamiento Presupuesto, gestionado por el Municipio G, que tiene como objetivo la inclusión social.  
En la creación del Centro de Barrio Peñarol incluyó la recuperación de las casonas del Ingeniero Mecánico –incluidas la casa de juegos y las caballerizas- y del Jefe de Almacenes del Central Uruguay Railway. Las edificaciones datan de la última década del siglo XIX, fueron construidas como vivienda del personal jerárquico del ferrocarril inglés y actualmente son patrimonio histórico.
Una de las consignas del proyecto es ofrecerle a los más de 66 mil habitantes de los barrios, Peñarol, Sayago, Colón y Lavalleja, un conjunto de servicios apostando a todas las edades. Realizándose en el mismo instalaciones para diversas actividades recreativas, educativas y artísticas para acercar a la comunidad del barrio Peñarol y adyacencias.
Usina Cultural Peñarol:
Se ubica dentro de Centro de Barrio Peñarol, emprendimiento impulsado por la Oficina de Planeamiento y Presupuesto. Usinas Culturales es un programa de la Dirección Nacional de Cultura del Ministerio de Educación y Cultura. Peñarol es la decimoctava Usina Cultural en el país y cuenta con sala de grabación, instrumentación y equipo para filmación. Su apertura fue el 12 de mayo de 2017 mediante un convenio entre el Municipio G y la Dirección Nacional de Cultura del MEC. Desde marzo de 2018 la sala de grabación lleva el nombre de Washington Benavides. El equipo de trabajo está integrado por: Pablo Franco (coordinador), José Redondo (sonidista), Aldo Suárez (sonidista).  Se encuentra en Br. Aparicio Saravia 4683 y Av. Sayago.